# There’s No One as Irish as Barack O’Bama
There’s No One as Irish as Barack O’Bama («нет ирландца более, чем Барак О’Бама») — шуточная фолк-песня, написанная в 2008 году ирландской группой Hardy Drew and the Nancy Boys (позже ставшими известны как The Corrigan Brothers) и исполненная в духе ирландской традиции. Песня посвящена ирландскому происхождению президента Соединённых Штатов Америки Барака Обамы.

## Описание песни

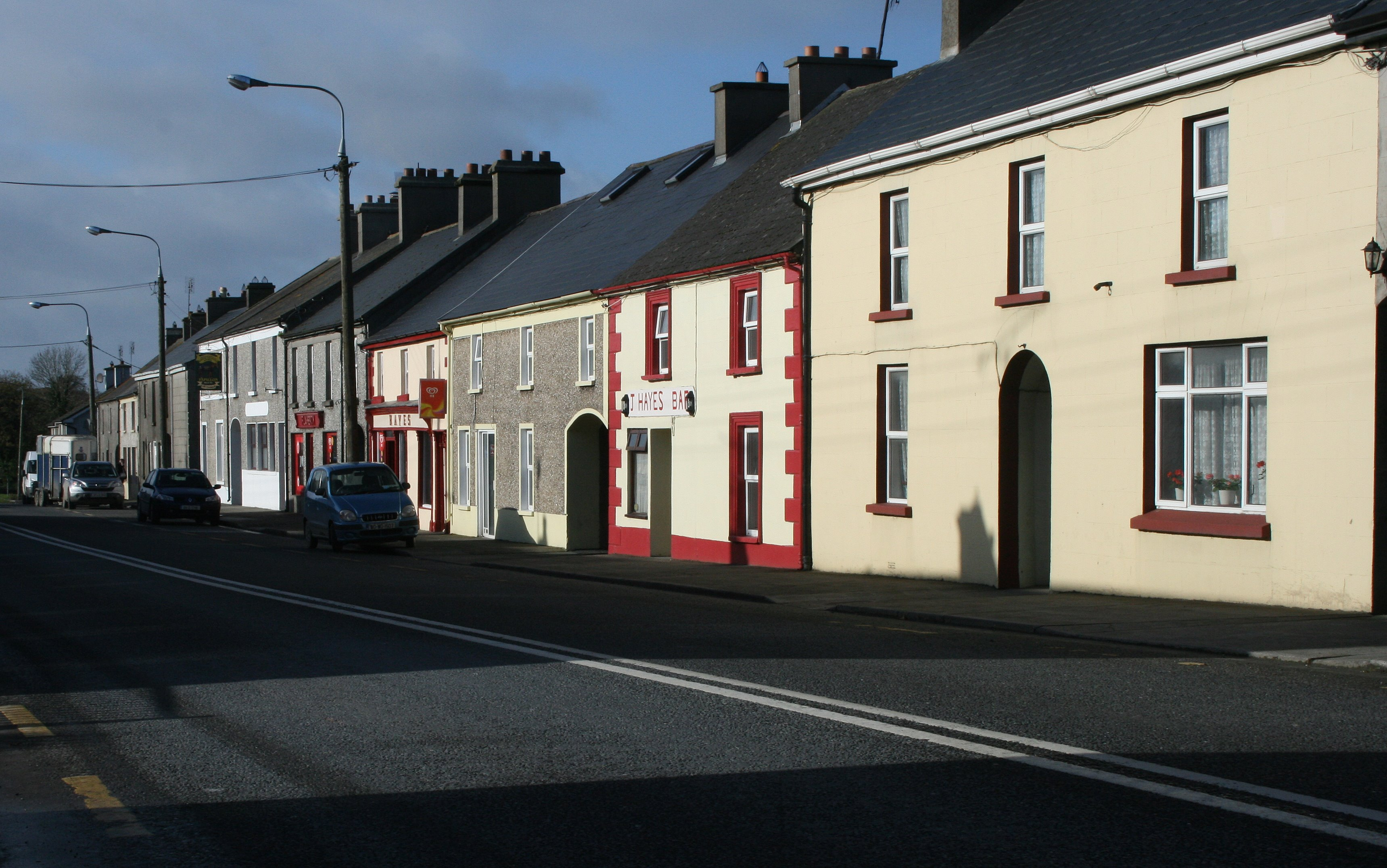
Главная улица Монигалла, где расположен паб Олли Хайеса, где песня была впервые исполнена

Происхождение Обамы прослежено до деревни Монигалл в ирландском графстве Оффали в XIX веке. В Монигалле сейчас живут 298 человек. Ранее Обама заявлял:
Есть маленькая деревенька в Ирландии, откуда родом мой прапрапрадед и куда я хотел бы вернуться и выпить пинтуОригинальный текст (англ.)There’s a little village in Ireland where my great-great-great grandfather came from and I’m looking forward to going there and having a pint
Это сподвигло премьер-министра Ирландии Брайана Коуэна, также выходца из графства Оффали, пригласить Обаму осуществить задумку.
В группу Hardy Drew and the Nancy Boys входят братья Гер, Брайан и Донаха Корриган (Ger, Brian, Donnacha Corrigan) из Кастлтроя, графство Лимерик. Песня была исполнена солистом группы Гером совместно с Аэдмаром Флаэрти (Aedhmar Flaherty), Ройзином О’Брайаном (Róisín O’Brien) и Одханом Рианом (Aodhán Ryan) в пабе Олли Хайеса (Ollie Hayes’s pub) в Монигалле. Песня была записана группой создателей в феврале 2008 года, и с тех пор группа приняла участие в нескольких теле- и радиошоу. Песня также была отмечена в шоу MSNBC Hardball with Chris Matthews.

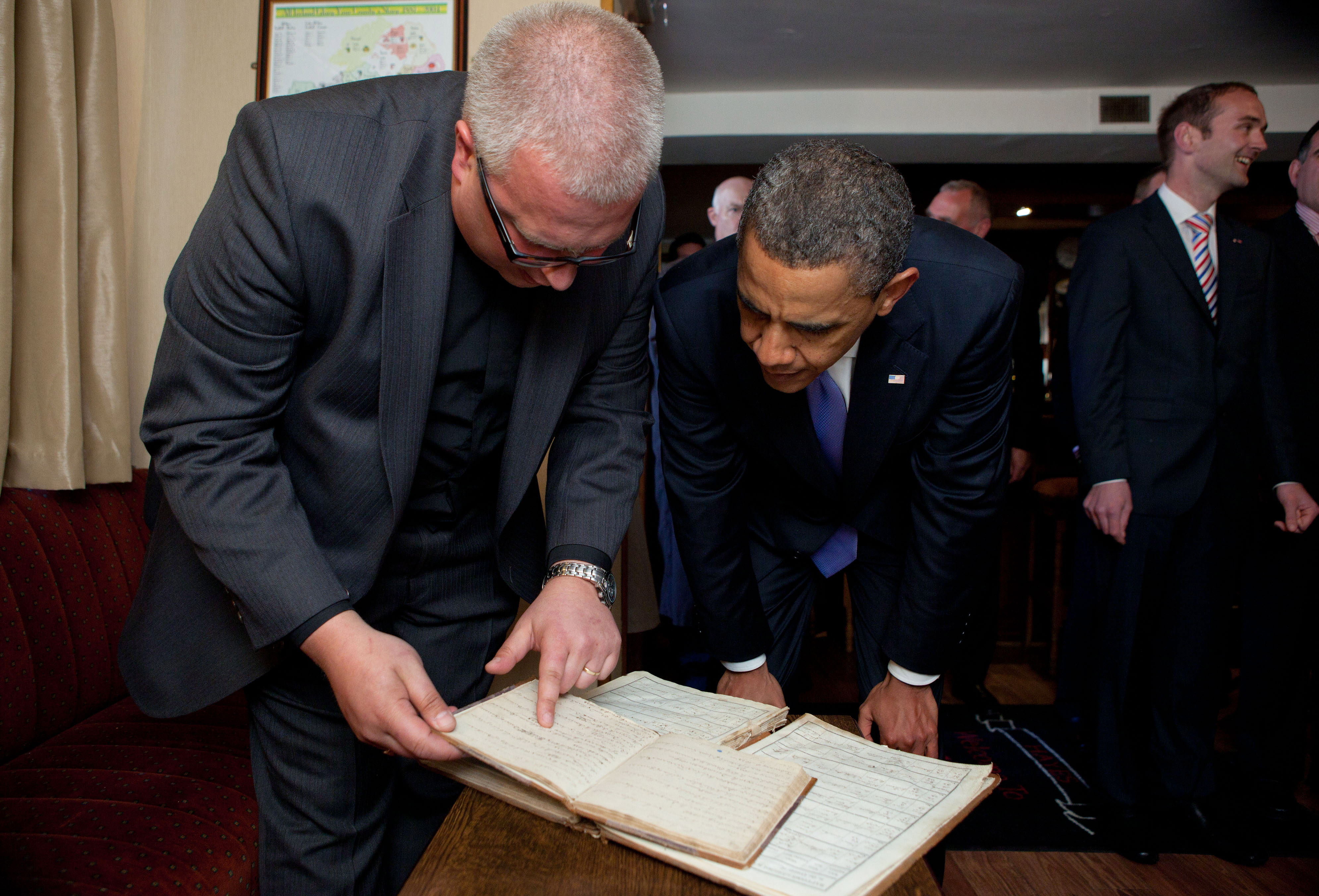
Бараку Обаме показывают записи о его ирландском происхождении во время майского визита в Монигалл

Песня, ставшая широко известной в Америке, была описана BBC как «веб-хит», так как стала популярна после публикации на YouTube. На 6 ноября 2008 года насчитывалось 50 000 просмотров (80 000 к 10 ноября, 300 000 к 15 ноября; версия Блэка — 700 000 просмотров), и группа сообщила, что их пригласили участвовать в праздновании победы Обамы на инаугурационный приём Демократической партии Соединённых Штатов Америки в январе 2009 года.
Гер утверждал, что Шей Блэк (Shay Black), брат ирландской исполнительницы Мэри Блэк, украл авторство песни, указав себя среди авторов и таким образом уменьшив известность оригинальных авторов.
Обе стороны стремились к юридическому урегулированию; группа связалась с консультантом по авторским правам и юристами YouTube, прежде чем объявить об урегулировании спора.
Журналист Финтан О’Тул (Fintan O’Toole) раскритиковал песню в The Irish Times за «игнорирование истории культуры», заявляя, что упор на ирландское происхождение Обамы будет оказывать негативное влияние на преодоление расистских настроений в адрес афроамериканцев. Каноник Стефан Нейл (Canon Stephen Neill), англиканский пастор Монигалла, сопровождавший группу во время её путешествия в Америку, ответил, что это всего лишь поп-песня, и афроамериканцы приветствовали её.
Гер Корриган позже объявил, что группа подписала договор с Universal о двух синглах и альбоме, с вероятной записью и второго альбома.
В марте 2011 года группа выпустила новую версию песни под названием Welcome Home President Barack O’Bama, посвящённую празднованию в честь визита Барака Обамы в Монигалл.